# Landujan
 Landujan  es una población y comuna francesa, situada en la región de Bretaña, departamento de Ille y Vilaine, en el distrito de Rennes y cantón de Montauban-de-Bretagne.

## Demografía
| 726 | 680 | 618 | 589 | 640 | 683 |
| Para los censos de 1962 a 1999 la población legal corresponde a la población sin duplicidades (Fuente: INSEE [Consultar]) |     |     |     |     |     |